# Przymiarki (Aleksandrów)
Przymiarki – część wsi Aleksandrów w Polsce, położona w województwie lubelskim, w powiecie biłgorajskim, w gminie Aleksandrów.
Stanowi najdalej na zachód wysuniętą część Aleksandrowa, najdłuższej wsi w województwie lubelskim.
W latach 1975–1998 miejscowość administracyjnie należała do województwa zamojskiego.